# Schloss Gläsen

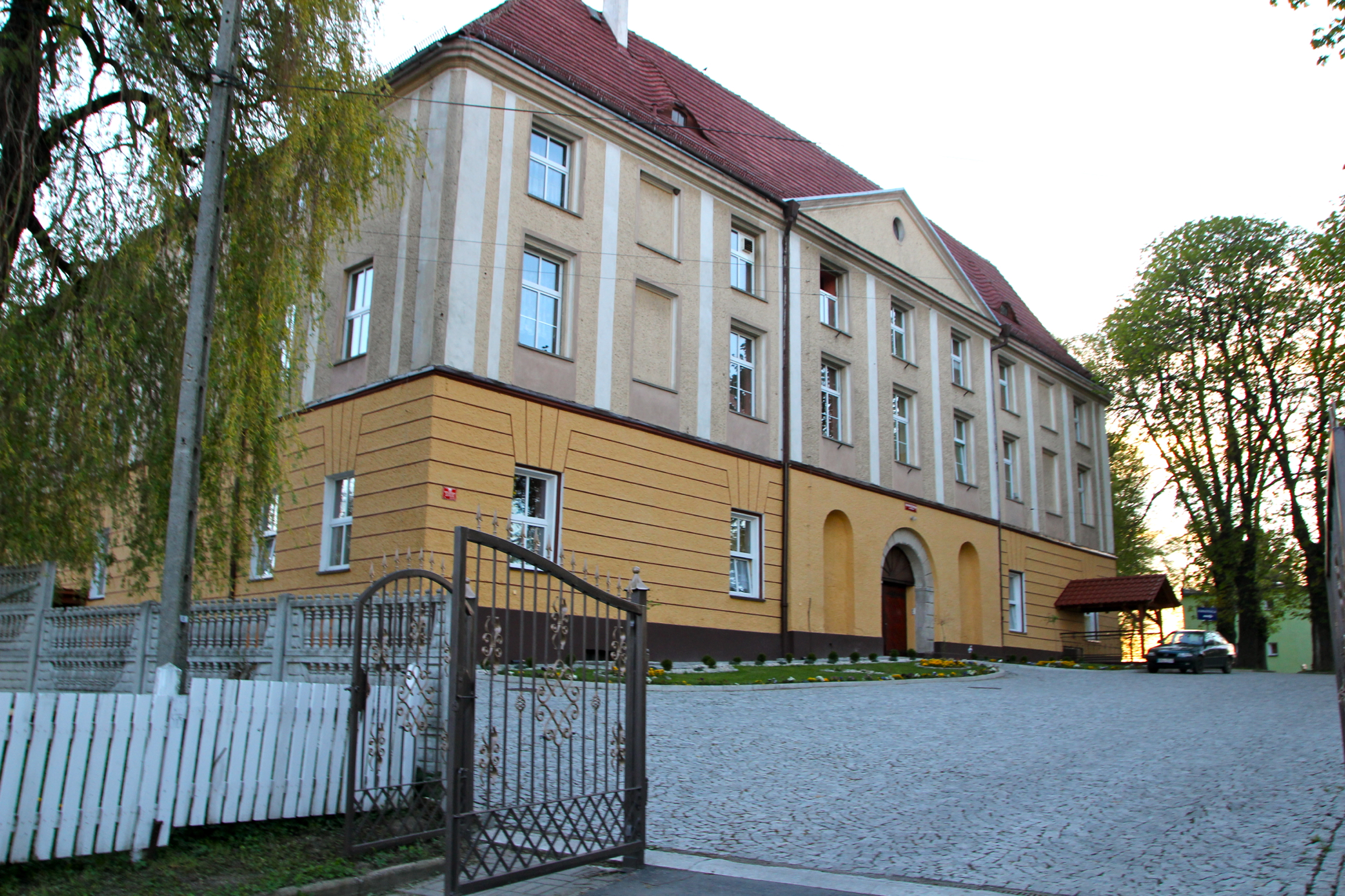
Schloss Gläsen, Westfassade (2012)

Das Schloss Gläsen (poln. Pałac Klisino) ist eine Schlossanlage im oberschlesischen Ort Klisino (dt. Gläsen) im Powiat Głubczycki (Kreis Leobschütz).

## Geschichte

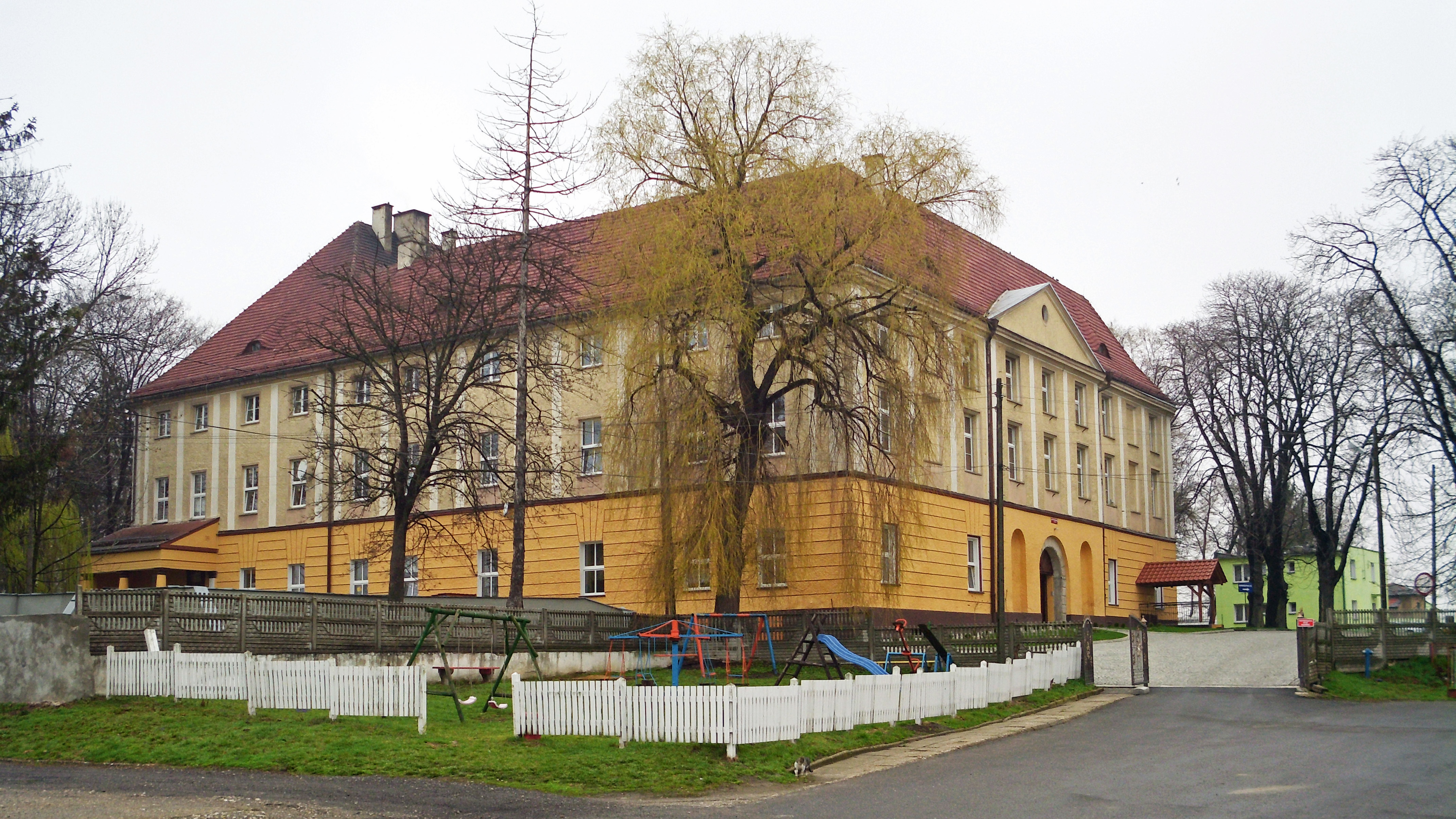
Süd- und Westfassade

Ein Schloss bestand im Ort bereits seit dem 17. Jahrhundert. 1758 wurde der Bau durch ein Feuer zerstört. Danach erfolgten ein Wiederaufbau sowie eine großflächige Erweiterung des Baus im Stil des Barocks. 1906 erfolgten Umbauarbeiten im Auftrag von Johanna von Eicke und Polwitz. 
1958 wurde der barocke Schlossbau unter Denkmalschutz gestellt. 1959 wurde das Schloss umgebaut. Seitdem befindet sich im Schloss ein Kinderpflegeheim. 

## Architektur
Das Schloss wurde im Stil des Barocks erbaut. Die vierflügelige Schlossanlage besitzt einen rechteckigen Grundriss und in der Mitte einen rechteckigen Innenhof. Das dreigeschossige Gebäude besitzt ein Satteldach. Die Gebäudefassade wurde mit abgerundeten Ecken und einer Lisenengliederung versehen. Die östliche Fassadenseite ziert ein dreiachsiger Risalit mit Tympanon. Analog zur Ostseite befindet sich an der westlichen Gartenfassade ein vorgewölbter Risalit, bekrönt mit einem Tympanon. Über dem Hauptportal besitzt der Bau eine Kartusche mit dem Wappen der Familie Gruttschreiber.  

## Schlosspark

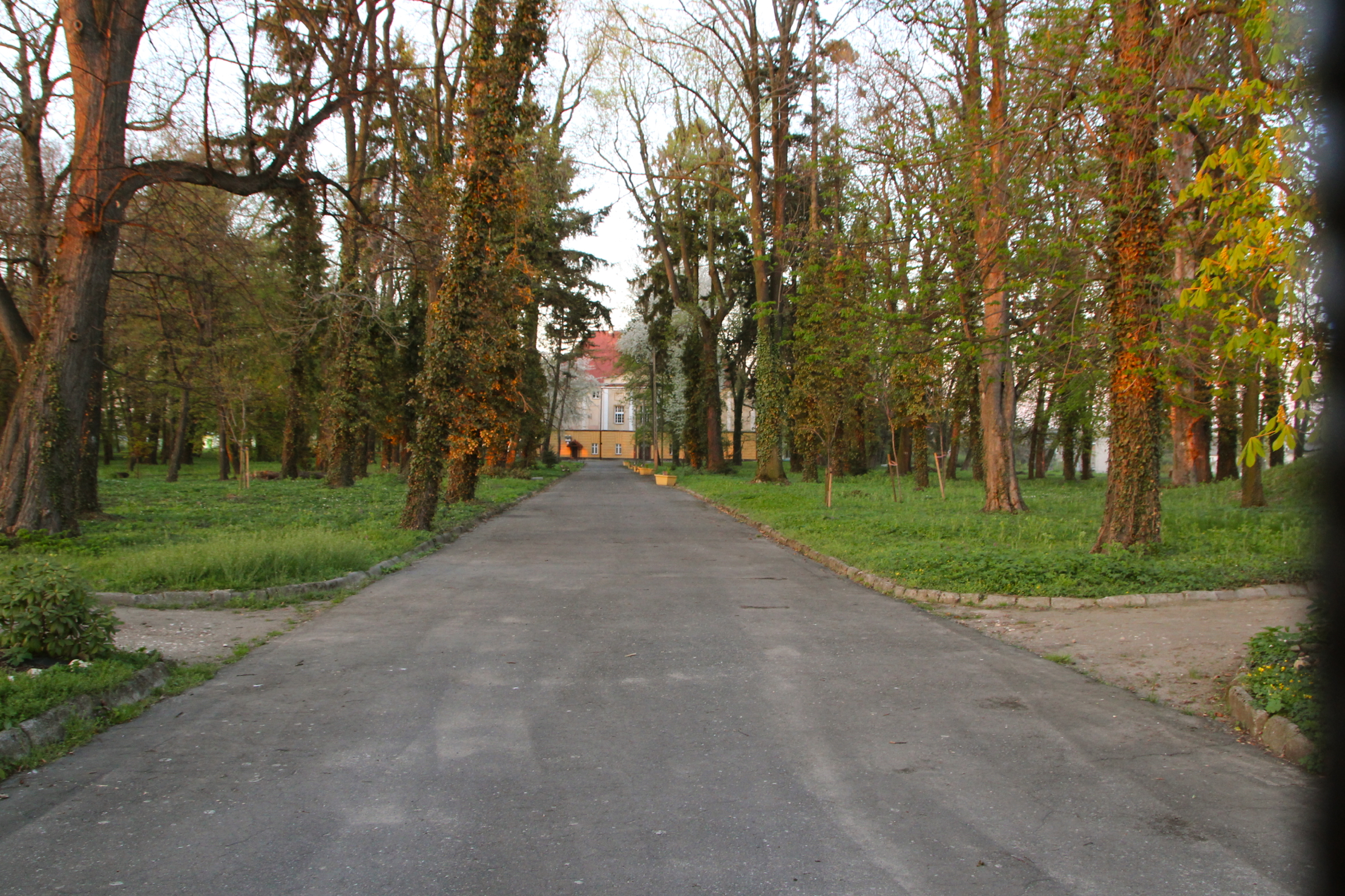
Schlosspark

Direkt angrenzend an die westliche Seite befindet sich der Schlosspark. Dieser besitzt eine zentrale Blickachse in Richtung Westen. Dieser steht seit 1984 unter Denkmalschutz.